# NGC 413
NGC 413 ist eine Balken-Spiralgalaxie vom Hubble-Typ SBc im Sternbild Walfisch südlich der Ekliptik. Sie ist schätzungsweise 263 Millionen Lichtjahre von der Milchstraße entfernt und hat einen Durchmesser von etwa 90.000 Lichtjahren.
Das Objekt wurde im Jahr 1886 vom US-amerikanischen Astronomen Francis Preserved Leavenworth entdeckt und bald darauf in den New General Catalogue (NGC) aufgenommen.